# Старк (дворянский род)
Старк (швед. Starck) — шведский и российский дворянский род.

## Происхождение и история рода
Представители рода Старков принадлежавшего к септу Старк хайлендерского (горского) клана Робертсон переселились в Швецию  из Шотландии.
Род Старков введен в шведское дворянство в 1634 г. Представители младшей ветви рода, обрусев, числились дворянами Великого княжества Финляндского, а с 1818 г. уже и русскими.
С середины XVIII в. первые из Старков, поступив на русскую службу, поселяются в Петербурге. В царствование Екатерины II служил военным врачом на флоте Давыд Давыдович Старк. Сначала (с 1782 г.) лекарем Санкт-Петербургского морского госпиталя за Фонтанкой, основанного при Петре I, а позднее на корабле «Ярослав». На нем он участвовал в «решительном флота сражении» со шведами. Его брат Карл Давыдович, также морской врач, служил на многих кораблях флота, участвовал и в русско-шведских кампаниях. В 1809 г. он даже оказался в плену у шведов в г. Умео и находился там «при пользовании выздоравливающих пленных». Скончался в Петербурге в 1838 г. Оба брата дослужились до чина коллежского советника. Третий из братьев — Петр Давыдович (1773—1807) погиб капитаном русской армии в сражении при Прейсиш-Эйлау 8 февраля 1807 г.

## Известные представители
- Старк, Оскар Викторович (1846—1928) — русский адмирал.
- Старк, Александр Александрович (1849—1933) — русский энтомолог.
- Старк, Николай Николаевич (1861—1932) — русский генерал-майор.
- Старк, Эдуард Александрович (псевдоним Зигфрид, 1874—1942) — русский музыкальный критик и искусствовед.
- Старк, Александр Оскарович (1878—1922) — русский морской офицер, участник Цусимского похода и сражения.
- Старк, Георгий Карлович (1878—1950) — русский адмирал.
- Старк, Леонид Николаевич (1889—1937) — советский дипломат.
- Старк, Борис Георгиевич (1909—1996) — священник